# تريفين

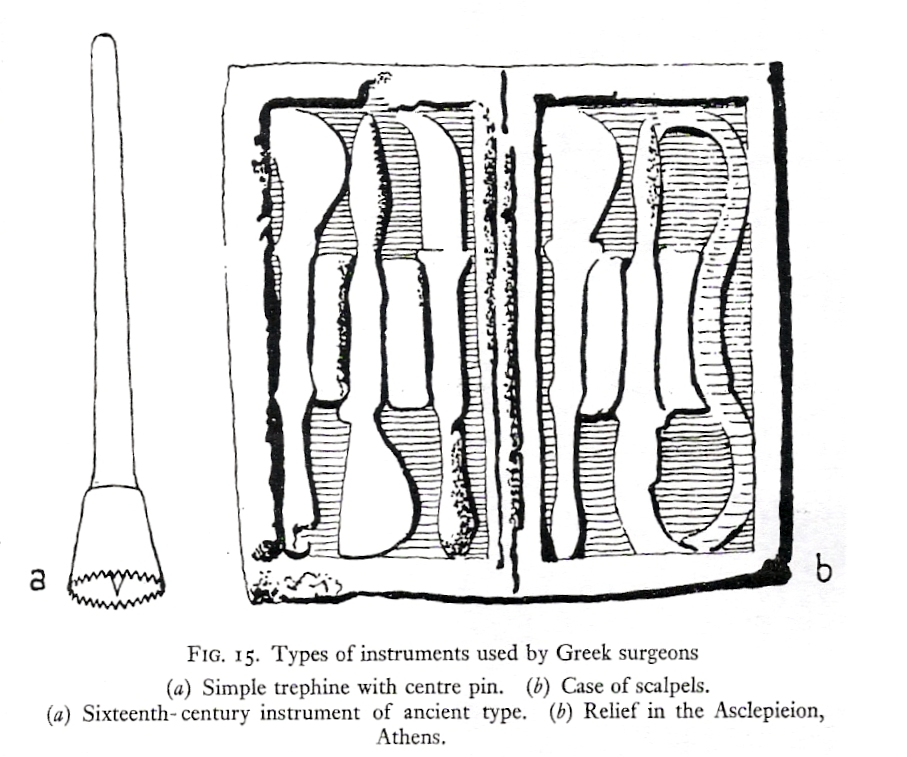
يمكن رؤية تريفين مع دبوس مركزي على اليسار.

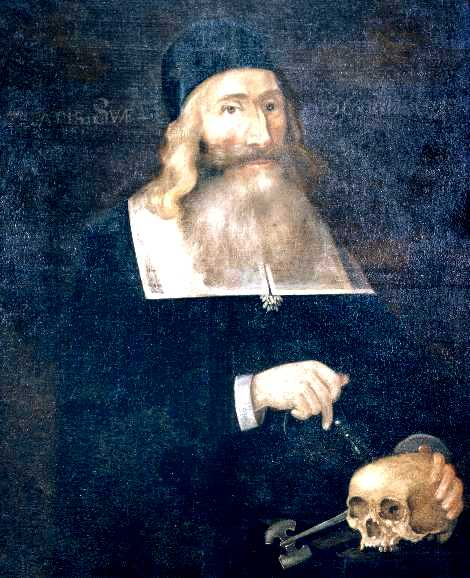
الدكتور جون كلارك نقب الجمجمة، كاليفورنيا. عام 1664، في واحدة من أقدم اللوحات الأمريكية. كلارك لديه شجرة في يده اليمنى. اللوحة في كلية الطب بجامعة هارفارد.

تريفين هي أداة جراحية بشفرة أسطوانية. يمكن أن تكون ذات أبعاد وتصميمات متعددة اعتمادًا على الغرض من استخدامها. قد تكون مصممة خصيصًا للحصول على لب عظم (نخاع عظمي)؛ أسطواني الشكل يمكن استخدامه للاختبارات ودراسات العظام، وقطع ثقوب في العظام (مثل الجمجمة) أو لقطع جزء دائري من القرنية لإجراء جراحة العيون.
عادةً ما يُفحص لب العظم ذو الشكل الأسطواني (أو خزعة العظام) الذي تم الحصول عليه باستخدام نخاع العظم النخاعي في قسم التشريح المرضي بالمستشفى تحت المجهر. يُظهر نمط وخلوية نخاع العظم كما هو موجود في العظم وهو أداة تشخيصية مفيدة في ظروف معينة مثل سرطان النخاع العظمي وسرطان الدم. 